# Periyakulam
Periyakulam es una ciudad y municipio situada en el distrito de Theni en el estado de Tamil Nadu (India). Su población es de 42976 habitantes (2011). Se encuentra a 16 km de Theni y a 73 km de Madurai.

## Demografía
Según el censo de 2011 la población de Periyakulam era de 42976 habitantes, de los cuales 21345 eran hombres y 21631 eran mujeres. Periyakulam tiene una tasa media de alfabetización del 88,25%, superior a la media estatal del 80,09%: la alfabetización masculina es del 93,03%, y la alfabetización femenina del 83,56%.